# Associação Social e Esportiva Sada 2020-2021
Questa voce raccoglie le informazioni riguardanti l'Associação Social e Esportiva Sada nella stagione 2020-2021.

## Stagione
L'Associação Social e Esportiva Sada utilizza denominazione sponsorizzata Sada Cruzeiro Vôlei nella stagione 2020-21.
Partecipa alla Superliga Série A, chiudendo al comando della classifica la regular season: ai play-off scudetto viene eliminato già ai quarti di finale dall'Itapetininga. 
Conquista la sua sesta Coppa del Brasile, sconfiggendo una dietro l'altra AEESB, Minas e Funvic.
In ambito locale si aggiudica il suo undicesimo Campionato Mineiro. 

## Organigramma societario
Area direttiva
- Presidente: Vittorio Medioli

Area tecnica
- Allenatore: Marcelo Méndez
- Assistente allenatore: Henrique Furtado, Humberto Martelete
- Preparatore atletico: Fabio Correia

## Rosa
| N° | Nome                | Ruolo | Data di nascita  | Nazionalità sportiva |
| -- | ------------------- | ----- | ---------------- | -------------------- |
| 1  | Alan de Souza       | O     | 21 marzo 1994    | Brasile              |
| 2  | Vitor Ramos         | S     | 19 maggio 2002   | Brasile              |
| 3  | Lucas de Deus       | L     | 26 gennaio 1987  | Brasile              |
| 4  | Otávio Pinto        | C     | 27 febbraio 1991 | Brasile              |
| 5  | Álvaro Barbosa      | C     | 5 aprile 2000    | Brasile              |
| 6  | Matias Provensi     | S     | 26 marzo 2001    | Brasile              |
| 7  | Facundo Conte       | S     | 25 agosto 1989   | Argentina            |
| 8  | Welinton Oppenkoski | O     | 28 marzo 2000    | Brasile              |
| 9  | Guilherme Araújo    | S     | 27 gennaio 2002  | Brasile              |
| 10 | Cledenílson Batista | C     | 9 giugno 1998    | Brasile              |
| 11 | Rodrigo Leão        | S     | 5 giugno 1996    | Brasile              |
| 12 | Isac Santos         | C     | 13 dicembre 1990 | Brasile              |
| 13 | Maicon dos Santos   | S     | 27 aprile 2004   | Brasile              |
| 14 | Fernando Kreling    | P     | 13 gennaio 1996  | Brasile              |
| 15 | Moisés de Souza     | P     | 16 dicembre 2002 | Brasile              |
| 16 | Lucas Bauer         | L     | 20 ottobre 1999  | Brasile              |
| 17 | Rhendrick Rosa      | P     | 11 febbraio 1999 | Brasile              |
| 18 | Filipe Ferraz       | S     | 1º marzo 1980    | Brasile              |
| 19 | Miguel Ángel López  | S     | 25 marzo 1997    | Cuba                 |
| 20 | Pietro Santo        | C     | 18 giugno 2001   | Brasile              |

## Statistiche

### Statistiche di squadra
| Competizione      | Punti | In casa | In casa | In casa | In trasferta | In trasferta | In trasferta | Totale | Totale | Totale |
| Competizione      | Punti | G       | V       | P       | G            | V            | P            | G      | V      | P      |
| ----------------- | ----- | ------- | ------- | ------- | ------------ | ------------ | ------------ | ------ | ------ | ------ |
| Superliga Série A | 60    | 12      | 11      | 1       | 12           | 9            | 3            | 24     | 20     | 4      |
| Coppa del Brasile | -     | 1       | 1       | 0       | 0            | 0            | 0            | 3      | 3      | 0      |
| Totale            | -     | 13      | 12      | 1       | 12           | 9            | 3            | 27     | 23     | 4      |

### Statistiche dei giocatori
| Giocatore     | Superliga Série A | Superliga Série A | Superliga Série A | Superliga Série A | Superliga Série A |
| Giocatore     | P                 | PT                | AV                | MV                | BV                |
| ------------- | ----------------- | ----------------- | ----------------- | ----------------- | ----------------- |
| G. Araújo     | -                 | -                 | -                 | -                 | -                 |
| Á. Barbosa    | 5                 | 10                | 7                 | 2                 | 1                 |
| C. Batista    | 20                | 106               | 76                | 23                | 7                 |
| L. Bauer      | 6                 | 1                 | 1                 | 0                 | 0                 |
| F. Conte      | 15                | 164               | 140               | 13                | 11                |
| L. de Deus    | 20                | 0                 | 0                 | 0                 | 0                 |
| A. de Souza   | 20                | 264               | 234               | 18                | 12                |
| M. de Souza   | -                 | -                 | -                 | -                 | -                 |
| M. dos Santos | 1                 | 6                 | 5                 | 1                 | 0                 |
| F. Ferraz     | 7                 | 14                | 13                | 0                 | 1                 |
| F. Kreling    | 23                | 44                | 14                | 16                | 14                |
| R. Leão       | 19                | 154               | 129               | 11                | 14                |
| M.Á. López    | 22                | 255               | 208               | 22                | 25                |
| W. Oppenkoski | 13                | 58                | 50                | 4                 | 4                 |
| O. Pinto      | 20                | 134               | 93                | 30                | 11                |
| M. Provensi   | -                 | -                 | -                 | -                 | -                 |
| V. Ramos      | -                 | -                 | -                 | -                 | -                 |
| R. Rosa       | 12                | 4                 | 0                 | 0                 | 4                 |
| P. Santo      | 1                 | 1                 | 0                 | 1                 | 0                 |
| I. Santos     | 15                | 139               | 103               | 25                | 11                |

P = presenze; PT = punti totali; AV = attacchi vincenti; MV = muri vincenti; BV = battute vincenti

NB: Non sono disponibili i dati relativi alla Coppa del Brasile e, di conseguenza, quelli totali.